# Emilio Fontanella
Emilio Fontanella (* 12. Juli 1881; † unbekannt) war ein italienischer Ruderer. Er trat im Jahre 1906 bei den Olympischen Zwischenspielen in Athen an und startete für das Team Bucintoro Venezia, das sich nach dem Bucentaur, dem repräsentativen Staatsschiff der Dogen von Venedig benannt hatte. Fontanella errang im Zweier und Vierer mit Steuermann insgesamt drei Goldmedaillen und avancierte damit zu einem der erfolgreichsten Athleten der Spiele.